# Ріг (Покровський район)
Ріг — село Покровської міської громади Покровського району Донецької області, в Україні. У селі мешкає 236 людей.

## Загальні відомості
Відстань до райцентру становить близько 2 км і проходить автошляхом місцевого значення.
Землі села зі сходу та півночі межують із територією м. Покровськ (мікрорайони Собачівка, Когожкине, Караківське селище) Покровської міської ради Донецької області.
Поруч розташований зупинний пункт 394 км.

## Населення
За даними перепису 2001 року населення села становило 236 осіб, із них 83,9 % зазначили рідною мову українську та 16,1 % — російську.